# Bell X-5
De Bell X-5 was het eerste vliegtuig dat in staat was de hoek van de vleugels tijdens de vlucht te veranderen. Het toestel was een experimenteel of X-vliegtuig gebouwd door de Verenigde Staten op basis van de Messerschmitt Me P.1101 die tijdens de Tweede Wereldoorlog werd ontwikkeld door Duitsland.
De zwenkvleugels van de X-5 konden tijdens de vlucht worden bijgesteld; die van de P.1101 alleen op de grond.

## Ontwikkeling
Het onvoltooide prototype van de Messerschmitt P.1101 werd door de Amerikanen ontdekt in de onderzoeksfabriek in Oberammergau in Duitsland en naar de VS gebracht.
Het toestel werd naar de Bellfabriek in Buffalo gebracht. Ondanks beschadiging tijdens de overtocht slaagde een team onder leiding was hoofdontwerper Robert J. Wood erin het vliegtuig nauwkeurig te bestuderen. Er werd besloten op basis van dit toestel een nieuw prototype te bouwen.

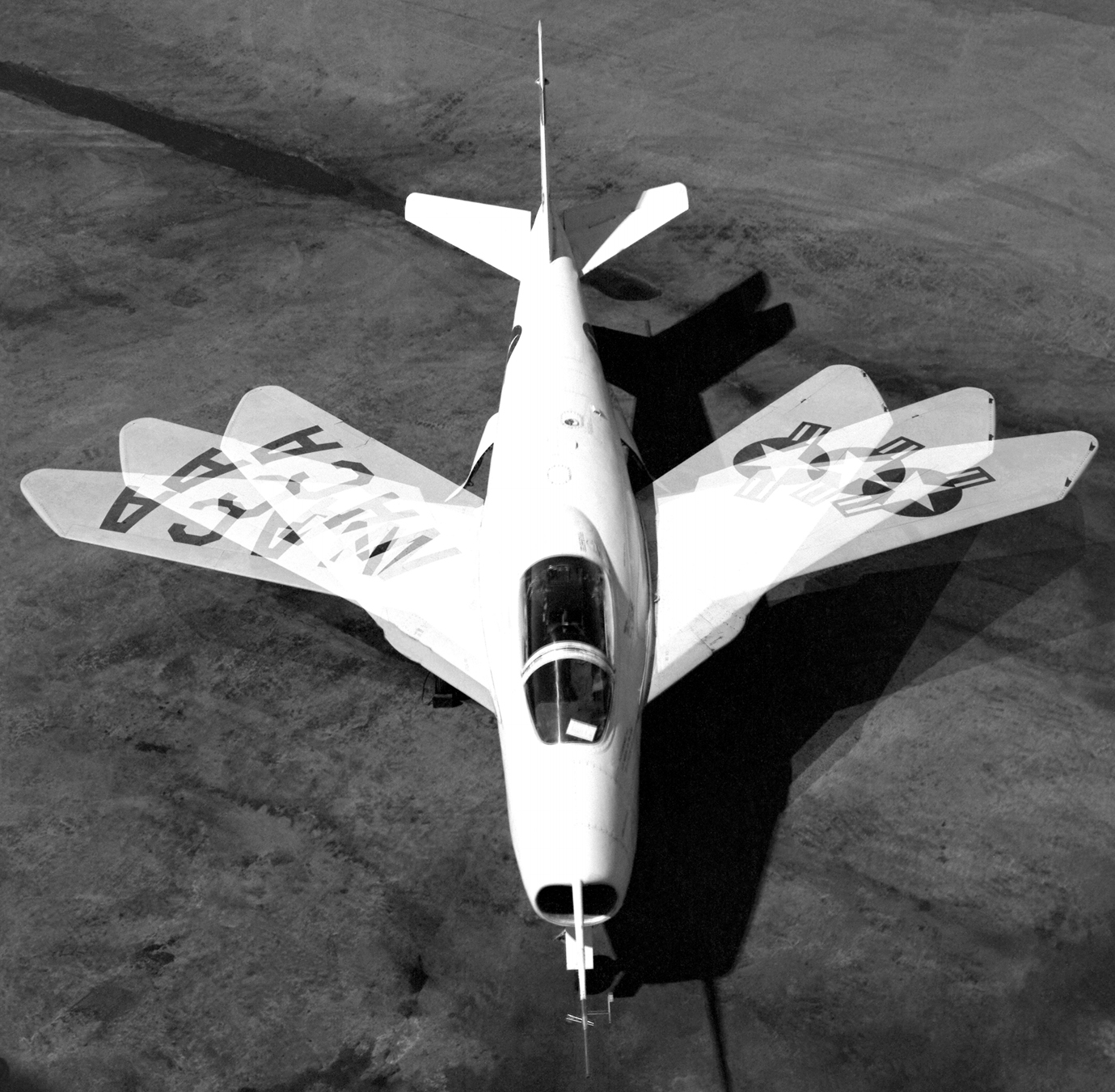
Compositiefoto met de zwenkvleugels in de verschillende standen

Hoewel de Bell X-5 op het eerste gezicht erg veel lijkt op de P.1101 waren er toch grote verschillen. Een ingenieus systeem op basis van een schaarkrikmechanisme met elektromotoren bediende de zwenkvleugels. De hoek kon ingesteld worden op 20°, 40°, en 60° tijdens de vlucht. De vleugels bewogen op rails en werden met schijfremmen op hun plaats gehouden. De beweging van volledig uitgeklapt naar volledig ingeklapt kostte ca. 30 seconden. De bewegingen van de vleugels om scharnieren en assen konden niet helemaal de verschuivingen in massamiddelpunt en drukmiddelpunt compenseren.

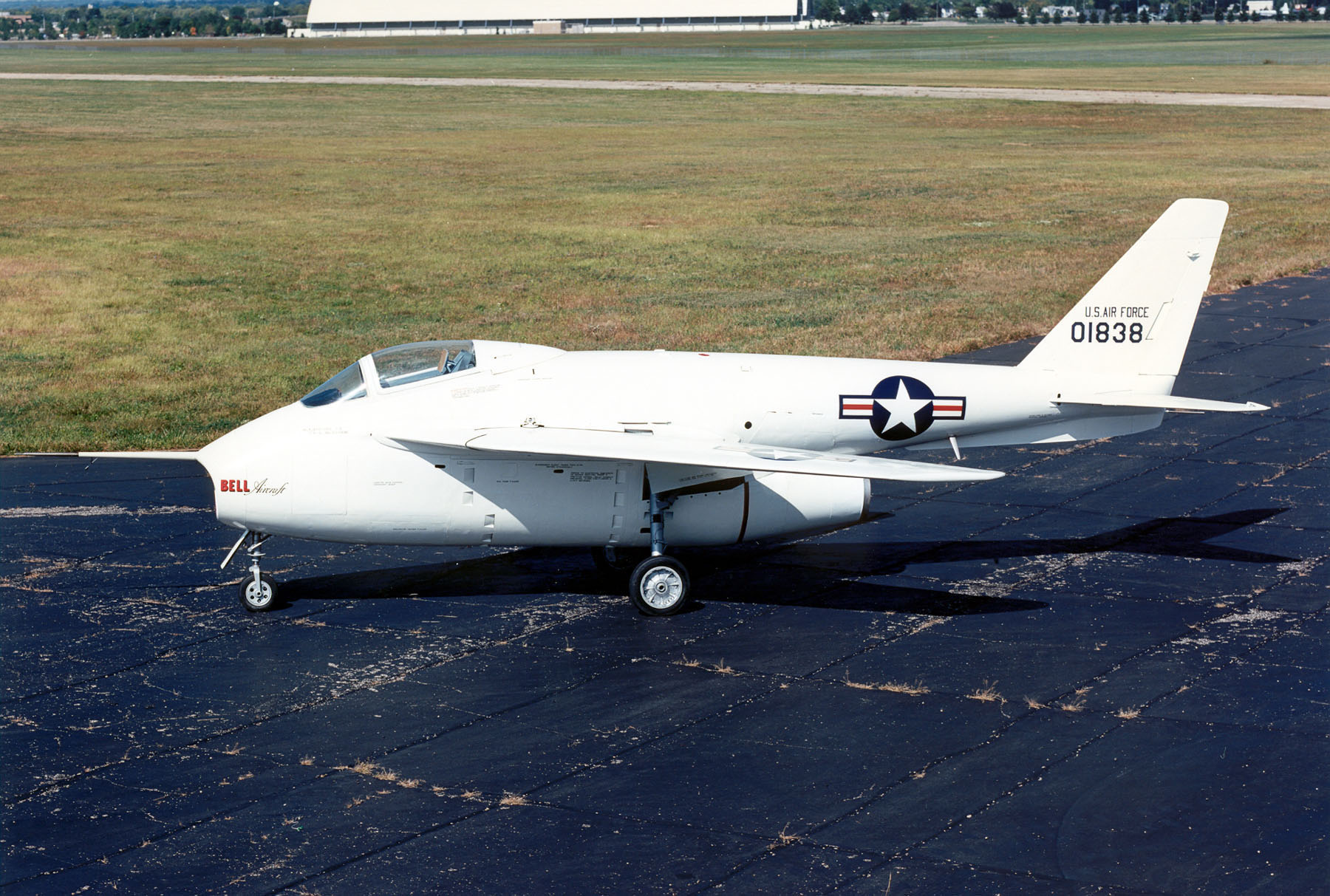
De Bell X-5 van opzij

Daarbij had de X-5 duidelijke neiging tot spinnen door matige aerodynamische opbouw, vooral door de slecht geplaatste staart en kielvlak. Dit zorgde voor een sterke tolvluchtgevoeligheid die uiteindelijk zorgde voor het neerstorten van toestel nummer twee en de dood van de luchtmachtpiloot in 1953.
Deze eigenschappen zorgden er tevens voor dat de plannen van de US Air Force om de X-5 door te ontwikkelen tot een goedkoop tactisch gevechtsvliegtuig voor de NAVO en andere landen werden afgelast.

## Gebruik
Er zijn twee X-5’s gebouwd (serienummers 50-1838 en 50-1839). De eerste werd in 1951 geleverd en de beide toestellen vlogen voor het eerst op resp. 20 juni en 10 december 1951.
In totaal werden er bijna 200 vluchten uitgevoerd met snelheden tot Mach 0,9 en hoogten tot 40.000 voet (12.200 m).
Op 14 oktober 1953 kwam Kapitein Ray Popson om het leven bij een testvlucht boven Edwards Air Force Base waarbij de gevoeligheid voor spin werd getest. De andere X-5 bleef op Edwards Air force Base voor verdere tests tot 1955. Hierna werd het nog tot 1958 gebruikt als achtervolgingsjager. Nu staat het in het National Museum of the United States Air Force op Wright Air Force Base bij Dayton, Ohio.
De X-5 liet toch succes zien bij het vliegen met zwenkvleugels op zeer uiteenlopende snelheden. Ondanks de problemen met de stabiliteit zijn zwenkvleugels later met succes toegepast op toestellen als de General Dynamics F-111, de F-14 Tomcat en de B-1 Lancer.